# Dienis Ten
Dienis Jurjewicz Ten, ros. Денис Юрьевич Тен (ur. 13 czerwca 1993 w Ałmaty, zm. 19 lipca 2018 tamże) – kazachski łyżwiarz figurowy pochodzenia koreańskiego startujący w konkurencji solistów. Brązowy medalista olimpijski z Soczi (2014) i uczestnik igrzysk olimpijskich (2010, 2018), medalista mistrzostw świata, mistrz czterech kontynentów (2015), mistrz igrzysk azjatyckich (2011) oraz pięciokrotny mistrz Kazachstanu.
Zginął tragicznie w wieku 25 lat po ugodzeniu nożem przez złodziei, którzy próbowali okraść jego samochód w Ałmaty.

## Życie prywatne
Ten był członkiem koreańskiej mniejszości w Kazachstanie. Jego prapradziadek Min Geung-ho był słynnym wojownikiem w czasach Cesarstwa Koreańskiego, który walczył o uwolnienie Korei spod okupacji japońskiej.
Przez 5 lat uczęszczał do szkoły muzycznej i należał do chóru. W 2002 r. jego grupa zdobyła srebrny medal na Międzynarodowej Olimpiadzie Chórów, która odbyła się w Pusan. Oprócz tego trenował m.in. akrobatykę, karate, pływanie, tenis, taekwondo. W 2004 r. Ten przeniósł się wraz z matką do Moskwy, a następnie w 2010 r. do Kalifornii, podczas gdy jego ojciec i starszy brat Aleksiej pozostali w Kazachstanie. W maju 2014 r. Ten został absolwentem Kazachskiej Akademii Sportu i Turystyki z cum laude, a następnie rozpoczął studia na Kazachstańsko-Brytyjskim Uniwersytecie Technicznym.

### Śmierć
Został zamordowany przez dwóch mężczyzn, którzy próbowali ukraść z jego auta lusterka samochodowe. Ten wdał się z nimi w bójkę, podczas której jeden ze złodziei pchnął go nożem w udo. Ten został przyjęty do szpitala w stanie krytycznym, tracąc ok. 3 litry krwi, a lekarze walczyli o jego życie prawie 3 godziny. Zmarł 19 lipca 2018 r. w godzinach popołudniowych w szpitalu w Ałmaty, co potwierdził kazachski minister kultury i sportu Arystanbek Muchamediuły. Dzień później, tj. 20 lipca, władze Kazachstanu poinformowały o zatrzymaniu podejrzanego Nuralego Kijasowa, który w obecności swojego adwokata przyznał się do popełnienia zbrodni, zaś drugi z podejrzanych napastników, Arman Kudajbergenow, był nadal poszukiwany przez policję.

### Upamiętnienie
Śmierć Tena poruszyła środowisko łyżwiarskie na całym świecie. Kondolencje dla rodziny Tena i żal z powodu jego śmierci wyrazili w mediach społecznościowych m.in. Alona Sawczenko, Adam Rippon, Mirai Nagasu, Kaitlyn Weaver, Tessa Virtue, Scott Moir, Jewgienija Miedwiediewa i inni. 
21 lipca 2018 hiszpański kolarz Omar Fraile z kazachskiej drużyny kolarskiej Astana Pro Team zadedykował Tenowi zwycięstwo etapowe (etap 14. z Saint-Paul-Trois-Châteaux do Mende) w najbardziej prestiżowym wyścigu kolarskim Tour de France 2018.

## Kariera

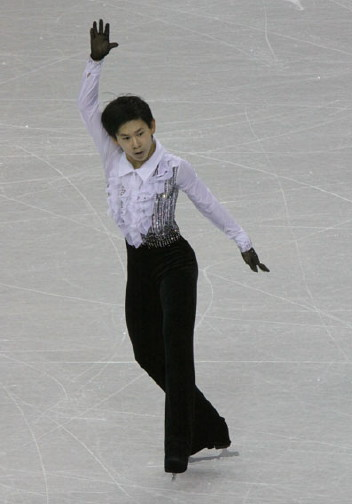
Mistrzostwa czterech kontynentów 2009

Rozpoczął jazdę na łyżwach na otwartym lodowisku w Ałmaty i lodowisku w galerii handlowej. W 2003 r. wyjechał do Omska na zawody łyżwiarskie, które wygrał. Sędzia główny Alexander Kogan zaprosił go na kolejne zawody w Odincowie, gdzie poznał swoją przyszłą trenerkę Jelenę Bujanową. Po treningach z Bujanową na obozie łyżwiarskim CSKA Moskwa dołączył do jej grupy i rozpoczął regularne treningi łyżwiarskie.
Starty w zawodach na arenie międzynarodowej rozpoczął w sezonie 2006/2007 mając 13 lat. Zadebiutował 5 października 2006 r. na zawodach z cyklu Junior Grand Prix w Hadze zajmując 10. miejsce. Ten nie przeszedł eliminacji na mistrzostwach świata juniorów 2007, jednak wygrał zawody juniorskie Dragon Trophy i Haabersti Cup.
W lutym 2009 r. w wieku 15 lat zadebiutował na mistrzostwach czterech kontynentów. Zajął 10. miejsce w programie krótkim i 8. miejsce w programie dowolnym, zajmując ostatecznie 9. miejsce w zawodach. Dwa tygodnie później Ten rywalizował na Mistrzostwach świata juniorów, zajmując 4. miejsce. Do brązowego medalu zabrakło mu jedynie 0,63 pkt. Sezon 2008/2009 zakończył na mistrzostwach świata w Los Angeles, gdzie był najmłodszym zawodnikiem. Zajął wysokie 8. miejsce i wywalczył po raz pierwszy w historii, dwie kwalifikacje olimpijskie dla Kazachstanu w łyżwiarstwie figurowym. 
W debiucie olimpijskim na Zimowych Igrzyskach Olimpijskich 2010 w Vancouver zajął 11. miejsce i był pierwszych łyżwiarzem figurowym z Kazachstanu, który wystąpił w zawodach olimpijskich.
Na Zimowych Igrzyskach Azjatyckich 2011 zdobył złoty medal. Był najlepszy w programie krótkim i trzeci w programie dowolnym. Po zdobyciu wicemistrzostwa świata w 2013 r., został pierwszą osobą z Kazachstanu, która stanęła na podium Mistrzostw Świata. Przegrał jedynie z Kanadyjczykiem Patrickiem Chanem o 1,3 pkt w nocie łącznej. 

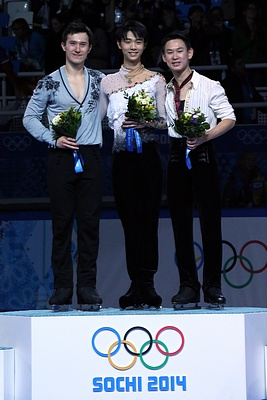
Zimowe Igrzyska Olimpijskie 2014, od lewej Chan, Hanyū i Ten

W lutym 2014 r., Ten wystartował na Zimowych Igrzyskach olimpijskich 2014, zajmując 9. miejsce w programie krótkim i 3. w programie dowolnym. Ostatecznie w zawodach solistów zdobył brązowy medal, co było największym sukcesem w jego karierze. Był to pierwszy w historii medal olimpijski dla zawodnika z Kazachstanu w łyżwiarstwie figurowym. W Soczi Ten wystartował w butach, które pochodziły z dwóch różnych par. Po wielkim sukcesie kazachski łyżwiarz został ogłoszony Przełomem Roku przez Agencję Sportu i Wychowania Fizycznego Kazachstanu oraz nagrodzony przez burmistrza miasta Ałmaty samochodem. 
W sezonie 2014/2015 po raz pierwszy stanął na podium na zawodach z cyklu Grand Prix zajmując trzecie miejsce na Trophée Eric Bompard 2014. Podczas mistrzostw czterech kontynentów 2015 ustanowił swoje rekordy życiowe: w programie krótki 97,61 pkt, programie dowolnym 191,85 pkt oraz nocie łącznej 289,46 pkt co pozwoliło mu zostać mistrzem czterech kontynentów. Na mistrzostwach świata 2015 zdobył brązowy medal przegrywając jedynie z Hiszpanem Javierem Fernándezem i Japończykiem Yuzuru Hanyū. 
W sezonie olimpijskim 2017/2018 doznał kontuzji prawej kostki. Na Zimowych Igrzyskach Olimpijskich 2018 w Pjongczangu zajął 27. miejsce.
W czerwcu 2018 r. Ten zaprosił do swojej rewii łyżwiarskiej Denis and friends największe gwiazdy łyżwiarstwa figurowego. Rewia zbiegła się z obchodami 20. rocznicy Astany i celebrowaniem 25. urodzin Tena. Jak się później okazało był to ostatni występ Dienisa Tena nazywanego w Kazachstanie „złotym chłopcem” przed jego tragiczną śmiercią w lipcu 2018 r.

## Programy
| Sezon   | Program krótki (SP) | Program dowolny (FS) | Pokazy mistrzów                                                                                            |
| ------- | --- | --- | --- |

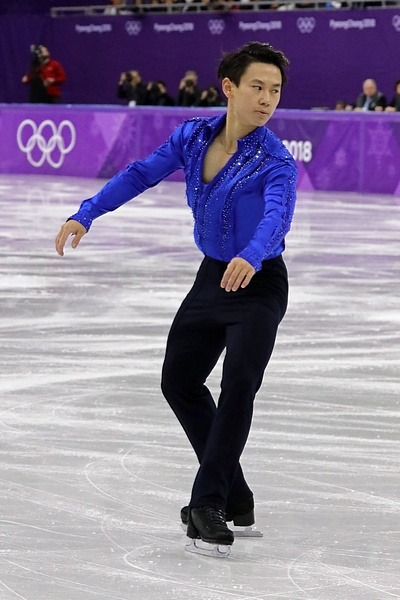
Ten na igrzyskach olimpijskich w 2018

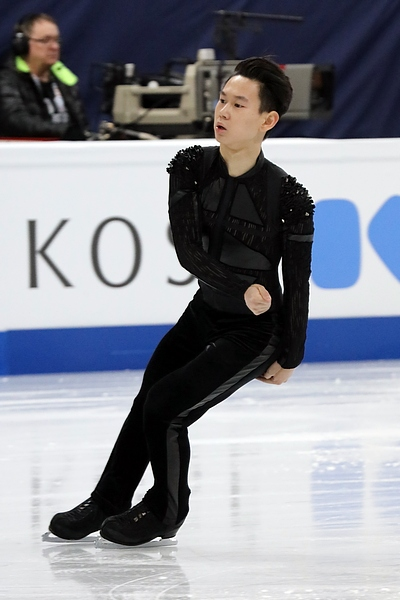
Program krótki, mistrzostwa świata (2017)

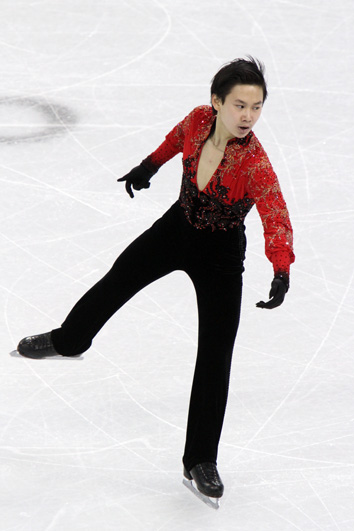
Program dowolny, Igrzyska Olimpijskie (2010)

| 2017–18 | - Tu sei – Vittorio Grigolo choreografia: David Wilson | - SOS d'un terrien en détresse (z musicalu Starmania) – Dimash Kudaibergen, oryg. Luc Plamondon, Michel Berger choreografia: David Wilson                                                                                       | - Lose Yourself (remix) – Eminem choreografia: Shae-Lynn Bourne                                            |
| 2016–17 | - Romeo i Julia – Siergiej Prokofjew choreografia: Nikołaj Morozow                                                                                                 | - Tosca – Giacomo Puccini choreografia: Nikołaj Morozow | - Lose Yourself (remix) – Eminem choreografia: Shae-Lynn Bourne                                            |
| 2015–16 | - Misa Tango – Luis Bacalov choreografia: Lori Nichol | - Romeo i Julia – Piotr Czajkowski choreografia: Lori Nichol | - Made to Love – John Legend - Lose Yourself (remix) – Eminem choreografia: Shae-Lynn Bourne               |
| 2014–15 | - Caruso – Lucio Dalla choreografia: Lori Nichol | - Ambush from Ten Sides (z filmu New Impossibilities) – Yo-Yo Ma, Silk Road Project - Vocussion (z filmu New Impossibilities) – Sandeep Das, Joseph Gramley, Dong-Won Kim, Shane Shanahan, Mark Suter choreografia: Lori Nichol | - Mi Mancherai – Josh Groban choreografia: Dienis Ten, Stéphane Lambiel - Money on My Mind – Sam Smith     |
| 2013–14 | - Danse macabre – Camille Saint-Saëns choreografia: Lori Nichol | - The Lady and the Hooligan – Dmitrij Szostakowicz choreografia: Lori Nichol | - Mi Mancherai – Josh Groban choreografia: Dienis Ten, Stéphane Lambiel - Money on My Mind – Sam Smith     |
| 2012–13 | - The Artist medley – Ludovic Bource - The Artist Overture - Waltz for Peppy - The Sound of Tears - L'ombre des larmes choreografia: Lori Nichol, Stéphane Lambiel | - The Artist medley – Ludovic Bource - Happy Ending - George Valentin - Happy Ending - My Suicide - Peppy and George choreografia: Lori Nichol, Stéphane Lambiel                                                                | - Singin' in the Rain choreografia: Stéphane Lambiel                                                       |
| 2011–12 | - Elegie Op. 3 nr. 1 – Siergiej Rachmaninow | - Adios Nonino – Astor Piazzolla | - Per Te – Josh Groban - Cinema Paradiso – Ennio Morricone                                                 |
| 2010–11 | - Primavera Porteño – Ástor Piazzolla choreografia: Stéphane Lambiel                                                                                               | - Totentanz – Ferenc Liszt choreografia: Lori Nichol | |
| 2009–10 | - Sing, Sing, Sing (With a Swing) – Louis Prima choreografia: Tatjana Tarasowa                                                                                     | - Paso doble - Concierto de Aranjuez – Joaquín Rodrigo horeografia: Tatjana Tarasowa | - You Are Not Alone – Michael Jackson - Black or White – Michael Jackson                                   |
| 2008–09 | - Flamenco - Once Upon a Time in Mexico – Brian Setzer choreografia: Tatjana Tarasowa                                                                              | - II Koncert fortepianowy – Siergiej Rachmaninow choreografia: Tatjana Tarasowa | - You Are Not Alone – Michael Jackson - Black or White – Michael Jackson - Jezioro łabędzie - Techno Music |
| 2007–08 | - Flamenco - Once Upon a Time in Mexico – Brian Setzer choreografia: Tatjana Tarasowa                                                                              | - Peer Gynt – Edvard Grieg choreografia: Tatjana Tarasowa | |
| 2006–07 | - Fantasy (z opery Faust) – Charles Gounod | - Maska – Randy Edelman - Moonlight Serenade – Glenn Miller - Chattanooga Choo Choo - Summertime – George Gershwin | |

## Osiągnięcia
| Zawody                                | 04–05          | 05–06          | 06–07          | 07–08          | 08–09          | 09–10          | 10–11          | 11–12          | 12–13          | 13–14          | 14–15          | 15–16          | 16–17          | 17–18          |                |                |                |
| Międzynarodowe                        | Międzynarodowe | Międzynarodowe | Międzynarodowe | Międzynarodowe | Międzynarodowe | Międzynarodowe | Międzynarodowe | Międzynarodowe | Międzynarodowe | Międzynarodowe | Międzynarodowe | Międzynarodowe | Międzynarodowe | Międzynarodowe | Międzynarodowe | Międzynarodowe | Międzynarodowe |
| ------------------------------------- | -------------- | -------------- | -------------- | -------------- | -------------- | -------------- | -------------- | -------------- | -------------- | -------------- | -------------- | -------------- | -------------- | -------------- | -------------- | -------------- | -------------- |
| Igrzyska olimpijskie                  |                |                |                |                |                | 11             |                |                |                | 3              |                |                |                | 27             |                |                |                |
| Mistrzostwa świata                    |                |                |                |                | 8              | 13             | 14             | 7              | 2              |                | 3              | 11             | 16             | WD             |                |                |                |
| Mistrzostwa czterech kontynentów      |                |                |                |                | 9              | 10             |                | 6              | 12             | 4              | 1              |                |                | 15             |                |                |                |
| GP Cup of China                       |                |                |                |                |                | 10             |                |                |                | 4              |                |                |                |                |                |                |                |
| GP NHK Trophy                         |                |                |                |                |                |                | 12             |                |                |                |                |                |                |                |                |                |                |
| GP Rostelecom Cup                     |                |                |                |                |                |                |                |                | 9              |                |                |                |                | 9              |                |                |                |
| GP Skate America                      |                |                |                |                |                |                | 11             | 5              |                | WD             | 4              | 9              | WD             |                |                |                |                |
| GP Skate Canada International         |                |                |                |                |                | 7              |                | 5              | 6              |                |                |                |                |                |                |                |                |
| GP Internationaux de France           |                |                |                |                |                |                |                |                |                |                | 3              | 4              | 2              | 8              |                |                |                |
| CS Golden Spin of Zagreb              |                |                |                |                |                | 1              |                | 2              |                |                | 1              | 1              | WD             | 4              |                |                |                |
| Volvo Open Cup                        |                |                |                |                |                |                |                |                | 1              |                |                |                |                |                |                |                |                |
| Cup of Nice                           |                |                |                |                |                |                |                |                |                |                |                |                |                | 5              |                |                |                |
| Istanbul Cup                          |                |                |                |                |                |                |                | 1              |                |                |                |                |                |                |                |                |                |
| Merano Cup                            |                |                |                |                |                |                |                |                |                | 1              |                |                |                |                |                |                |                |
| Nebelhorn Trophy                      |                |                |                |                |                |                |                | 9              | 7              |                |                |                |                |                |                |                |                |
| NRW Trophy                            |                |                |                |                |                | 4              |                |                |                |                |                | 2              |                |                |                |                |                |
| Coupe du Printemps                    |                |                |                |                |                |                |                |                |                |                |                | 2              |                |                |                |                |                |
| Uniwersjada                           |                |                |                |                |                |                |                |                |                | WD             |                |                | 1              |                |                |                |                |
| Zimowe igrzyska azjatyckie            |                |                |                |                |                |                | 1              |                |                |                |                |                | 10             |                |                |                |                |
| Międzynarodowe: Kategorie młodzieżowe |                |                |                |                |                |                |                |                |                |                |                |                |                |                |                |                |                |
| Mistrzostwa świata juniorów           |                |                | 26             | 16             | 4              | 9              |                | 4              |                |                |                |                |                |                |                |                |                |
| JGP Finał                             |                |                |                |                | 5              |                |                |                |                |                |                |                |                |                |                |                |                |
| JGP na Białorusi                      |                |                |                |                | 1              |                |                |                |                |                |                |                |                |                |                |                |                |
| JGP w Estonii                         |                |                |                | 10             |                |                |                |                |                |                |                |                |                |                |                |                |                |
| JGP we Francji                        |                |                |                |                | 4              |                |                |                |                |                |                |                |                |                |                |                |                |
| JGP w Holandii                        |                |                | 10             |                |                |                |                |                |                |                |                |                |                |                |                |                |                |
| JGP w Rumunii                         |                |                |                | 6              |                |                |                |                |                |                |                |                |                |                |                |                |                |
| Cup of Nice                           |                |                | 1 N            |                |                |                |                |                |                |                |                |                |                |                |                |                |                |
| Dragon Trophy                         |                |                | 1 J            |                |                |                |                |                |                |                |                |                |                |                |                |                |                |
| Haabersti Cup                         |                |                | 1 J            |                |                |                |                |                |                |                |                |                |                |                |                |                |                |
| Mentor Cup                            |                |                |                |                |                |                | 1 J            |                |                |                |                |                |                |                |                |                |                |
| NRW Trophy                            |                |                |                | 1 J            |                |                |                |                |                |                |                |                |                |                |                |                |                |
| Memoriał Hellmuta Seibta              |                |                |                | 1 J            |                |                |                |                |                |                |                |                |                |                |                |                |                |
| Krajowe                               |                |                |                |                |                |                |                |                |                |                |                |                |                |                |                |                |                |
| Mistrzostwa Kazachstanu               | 4              | 1              | 2              |                |                | 1              |                | 1              | 1              | 1              |                |                |                |                |                |                |                |
| Zawody zespołowe                      |                |                |                |                |                |                |                |                |                |                |                |                |                |                |                |                |                |
| Team Challenge Cup                    |                |                |                |                |                |                |                |                |                |                |                | 3 T 7 P        |                |                |                |                |                |